# Contea di Bosque
La contea di Bosque (/ bɒskiː / BOSS-kee) è una contea situata nel Plateau Edwards, nello Stato americano del Texas. Secondo il censimento del 2010, la popolazione era di 18 212. Il suo capoluogo è Meridian, mentre Clifton è la città più grande e il centro culturale / finanziario della contea. La contea è chiamata così per il fiume Bosque, che attraversa il centro della contea da nord a sud.

## Geografia fisica
Secondo l'US Census Bureau, la contea ha un'area totale di 1 003 miglia quadrate (2600 km²), di cui 983 miglia quadrate (2550 km²) è la terra e 20 miglia quadrate (52 km², corrispondenti al 2,0% del territorio) è l'acqua.

### Strade principali
- State Highway 6
- State Highway 22
- State Highway 144
- State Highway 174

### Contee adiacenti
- Somervell County (nord)
- Johnson County (nord-est)
- Hill County (est)
- Mc Lennan County (sud-est)
- Coryell County (sud)
- Hamilton County (ovest)
- Erath County (nord-ovest)

## Società

### Evoluzione demografica
| Anno | Popolazione | ±%     |
| ---- | ----------- | ------ |
| 1860 | 2 005       |        |
| 1870 | 4 981       | 148,4% |
| 1880 | 11 217      | 125,2% |
| 1890 | 14 224      | 26,8%  |
| 1900 | 17 390      | 22,3%  |
| 1910 | 19 013      | 9,3%   |
| 1920 | 18 032      | −5,2%  |
| 1930 | 15 750      | −12,7% |
| 1940 | 15 761      | 0,1%   |
| 1950 | 11 836      | −24,9% |
| 1960 | 10 809      | −8,7%  |
| 1970 | 10 966      | 1,5%   |
| 1980 | 13 401      | 22,2%  |
| 1990 | 15 125      | 12,9%  |
| 2000 | 17 204      | 13,7%  |
| 2010 | 18 212      | 5,9%   |

Secondo il censimento del 2000, c'erano 17 204 persone, 6 726 gruppi famigliari e 4 856 famiglie che risiedevano nella contea. La densità di popolazione era di 17 persone per miglio quadrato (7 / km²). C'erano 8 644 unità abitative ad una densità media di 9 per il miglio quadrato (3 / km²). Il trucco razziale della contea era 90,75% Bianco, 1,92% Nero o Americano africano, lo 0,55% nativi americani, lo 0,11% asiatici, lo 0,03% delle isole del Pacifico, il 5,17% da altre razze, e l'1,47% da due o più razze, e il 12,23% della popolazione erano Ispanici o Latini di qualsiasi razza.
C'erano 6 726 famiglie da cui il 29,5% hanno avuti bambini sotto l'età di 18 anni che vivono con loro, 60,6% erano delle coppie di sposi che vivono insieme, 8,2% hanno avuto un capofamiglia femminile senza la presenza del marito e il 27,8% erano non-famiglie. Il 25,4% di tutte le famiglie ha dato alla luce degli individui e il 14,1% avuti da una persona sola con oltre 65 anni d'età.
Un'analisi della Williams Institute dimostra che c'erano circa 2,5 coppie dello stesso sesso ogni 1 000 famiglie nella contea.
Nella contea, la popolazione era distribuita in questo modo: 24,4% sotto l'età di 18 anni, 6,2% dai 18 ai 24, il 23,8% 25-44, 25,0% 45-64, e il 20,5% dai 65 anni di età o più anziani. L'età media era di 42 anni. 
Il reddito medio per una famiglia nella contea era di 34181 $. I maschi avevano un reddito medio di 31669 $ contro 21739 $ per le femmine. Il reddito pro capite per la contea erano 17455 $. Circa 8,9% delle famiglie e il 12,7% della popolazione sono stati sotto la linea di povertà, compreso il 16,8% di quelli sotto i 18 anni e il 14,6% di quelli di età 65 anni o più.

## Media
I mezzi di comunicazione locali includono KDFW-TV, KXAS-TV, WFAA-TV, KTVT-TV, KERA-TV, KTXA-TV, KDFI-TV, KDAF-TV, e KFWD-TV.